# Lindera pulcherrima
Lindera pulcherrima (Nees) Hook. f. – gatunek rośliny z rodziny wawrzynowatych (Lauraceae Juss.). Występuje naturalnie w północno-wschodnich Indiach, Nepalu, Mjanmie, Tajlandii oraz południowo-zachodnich Chinach. 

## Morfologia
PokrójZimozielone drzewo.
LiścieMają owalnie lancetowaty kształt. Mierzą 5–15 cm długości. Są nagie, mają zielononiebieskawą barwę, z trzema żółtawymi nerwami. Ogonek liściowy dorasta do 25 mm długości.
KwiatySą niepozorne, jednopłciowe, zebrane po 5–6 w kuliste baldachy, rozwijają się w kątach pędów, osadzone na włochatych szypułkach. Mają żółtozielonkawą barwę. Mierzą 5 mm średnicy. Okwiat jest włochaty, otoczony 4–6 dużymi, włochatymi podsadkami, opadającymi w czasie kwitnienia.
OwoceMają elipsoidalny kształt, osiągają 8 cm długości, mają czarną barwę.

## Biologia i ekologia
Roślina jednopienna. Rośnie w gajach oraz lasach liściastych zrzucających liście. Występuje na wysokości od 1200 do 2700 m n.p.m. Kwitnie od marca do kwietnia. 

## Zmienność
W obrębie tego gatunku wyróżniono dwie odmiany:
- Lindera pulcherrima var. attenuata C.K. Allen
- Lindera pulcherrima var. hemsleyana (Diels) H.B. Cui